# Maan over Ameland
Maan over Ameland is een artistiek kunstwerk, dat staat op een bouwkundig kunstwerk in Amsterdam-Centrum.
De kunstenaar Bert de Laaf (Gaspard Albert Jean de Laaf 1932-2014) kreeg in 1969 een opdracht van de gemeente Amsterdam voor een kunstwerk op een te bouwen nieuwe brug 485 over de Oosterdoksdoorgang. Hij liet zich voor het beeld inspireren door een studiereis bekostigd door de Rijksakademie van beeldende kunsten naar het Waddeneiland Ameland. Om te kijken hoe het zou staan, maakte de kunstenaar eerst een model; het uiteindelijke beeld met 22 hoge staander werd in 1971 geplaatst op de zuidkant van de brug. Het stond met beide poten (een voor de schijf en een van de staander) op een heuveltje, hetgeen niet de bedoeling van De Laaf geweest zou zijn. De Laaf had wel contact met de architect van de brug, Sier van Rhijn van de Dienst der Publieke Werken, maar deze zag zich geconfronteerd met een enorme bouwconstructie van 385 meter lang en bijna 24 meter breed die op 4,5 +NAP moest liggen. 
De verkeerssituatie rond de plek wijzigde in de loop der jaren steeds, zodat het beeld in 2002 verwijderd werd en in opslag werd genomen, totdat de De Ruijterkade opnieuw ingericht zou worden en ook een nieuwe brug zou krijgen. Eenmaal in opslag dreigde het beeld in vergetelheid te raken. De Laaf hield vol bij de gemeente en bij de oplevering van de nieuwe brug 485 in 2012 werd het beeld alsnog teruggeplaatst, maar dan aan de noordzijde van de brug en gemonteerd zoals de kunstenaar het wilde; met bouten op de overspanning. Het staat daar op een druk kruispunt, al is niet al het verkeer zichtbaar. De Ruijterkade gaat hier over in de Piet Heinkade; er is een voetgangerstrap naar de kade van het IJ en op het laagste niveau stroomt verkeer door de IJtunnel. De Laaf zou met het beeld communicatie willen uitbeelden. De schijf moet daarbij gezien worden als klankkast met een oog; de staander is antenne voor ontvangst en zenden. Het gekozen materiaal, roestvast staal, specifiek RVS304, blijft altijd blank en zou moeten meebuigen/trillen in de wind.
Het beeld kostte (incl BTW) 89.375 gulden en werd gemaakt door de NV Machinefabriek St. Antonius in Maasbracht en weegt 5500 kilo.